# (62744) 2000 UX1
2000 يو أكس 1 (ويعرف أيضًا باسم (62744) 2000 يو أكس 1 وفق تسمية الكوكب الصغير) (بالإنجليزية: 2000 UX1)‏ هو كويكب ضمن حزام الكويكبات؛ وترتيبه 62744 من حيث الاكتشاف.
اكتُشف هذا الجُرم الفلكي بواسطة Matteo Santangelo ‏ في 20 أكتوبر 2000.

## وصلات خارجية
- (62744) 2000 UX1 في قاعدة بيانات مختبر الدفع النفاث لأجرام النظام الشمسي الصغيرة

- الاكتشاف · مخطط المدار ·  العناصر المدارية · المعلمات المادية

- (62744) 2000 UX1 على موقع ويكي سكاي: DSS2, SDSS, GALEX, IRAS, Hydrogen α, X-Ray, Astrophoto, Sky Map, Articles and images